# Lasioglossum striatum
Lasioglossum striatum là một loài Hymenoptera trong họ Halictidae. Loài này được Walker mô tả khoa học năm 1995.